# We are the QUEENS (濱崎步單曲)
《We are the QUEENS》是日本歌手濱崎步的一張數位單曲，於2016年9月30日在數位下載和串流平台發行。

## 說明
相隔上一張《Step by step》近一年三個月所發行的單曲，本作未發行實體唱片。
本作作為《CLASH OF QUEENS》的電視廣告曲並由本人演出。

## 收錄歌曲
全曲填詞：濱崎步

### 數位音樂
1. We are the QUEENS
作曲：原一博／編曲：中野雄太
《CLASH OF QUEENS》的電視廣告曲